# Перик, Мария Према
 Мария Пре́ма Пе́рик  (англ. Mary Prema Pierick, светское имя — нем. Mechthild Pierick, род. 13 мая 1953, Рекен, Германия) — генеральная настоятельница католической женской монашеской конгрегации «Сёстры — миссионерки любви», третья настоятельница данной конгрегации после Матери Терезы и сестры Нирмалы.

## Биография
Мехтхильда Перик родилась 13 мая 1953 года в коммуне Рекен, ФРГ. В 1980 году познакомилась с Матерью Терезой, которая посещала Германию. В этом же году, в возрасте 27 лет, вдохновлённая примером Матери Терезы, Мехтильд Перик поступила в монашескую конгрегацию «Сестры Миссионерки Милосердия». В 1983 году Мехтхильда Перик принесла первые временные монашеские обеты, взяв себе имя Мария Према. После этого она работала в Риме, Неаполе и Мадриде среди бедных и обездоленных людей. Во время посещения Матерью Терезой Святого Престола сестра Мария Према помогала ей в качестве переводчика. В 2005 году была избрана в руководящий совет конгрегации, состоящий из четырёх монахинь.
После того как вторая преемница Матери Терезы сестра Нирмала Джоши по состоянию здоровья покинула свою должность, 25 марта 2009 года сестра Мария Према была избрана третьей генеральной настоятельницей конгрегации «Сестры Миссионерки Милосердия».